# セルジオ・コルブッチ
セルジオ・コルブッチ（Sergio Corbucci, 1927年12月6日 - 1990年12月1日）は、イタリアの映画監督。マカロニ・ウェスタンがよく知られている。
コルブッチの作品は、ほとんどが暴力的で、なおかつ知的なアクション映画で、その一部は左翼的な社会批評を背景に含むものもある。実際にコルブッチは共産主義者であった。また作品の中の美術は多くがシュルレアリスティックかつ黙示録的で、ブラック・ユーモアのセンスもコルブッチの特徴の1つである。
弟は映画監督・脚本家のブルーノ・コルブッチ。

## 経歴
コルブッチは、低予算の「ソード&サンダル」映画の監督からそのキャリアをスタートさせた。コルブッチの最初のヒット作は、フランコ・ネロ主演のカルト・マカロニ・ウェスタン『続・荒野の用心棒』（1966年）で、ネロはその後もコルブッチ映画で主演を務めた。以降、コルブッチはセルジオ・レオーネに次ぐマカロニ・ウェスタンの人気監督となり、多くの映画を量産した。その中でも特筆すべきは、唖のヒーローと精神病質の敵が登場するダークでぞっとする『殺しが静かにやって来る』（1969年）で、その過度の暴力描写のために数カ国で上映禁止処分を受けた。1970年代に入ってからはそのマカロニウェスタン作品はコメディ色が濃くなった。トーマス・ミリアン、ジュリアーノ・ジェンマ、イーライ・ウォラックで撮った『ザ・サムライ 荒野の珍道中』などはその最たるものである。ここではミリアンに日本人（日米混血という設定）をやらせており、ジュリアーノ・ジェンマばかりか、イーライ・ウォラックにまで女装させている。マカロニウェスタン以降、1970年代と1980年代のコルブッチ映画のほとんどはコメディで、その多くはアドリアーノ・チェレンターノ主演作だったが、マカロニウェスタンのスター、テレンス・ヒル、バッド・スペンサーなども使っている。
当時の批評家たちがコルブッチの作品を取り上げることは滅多になく、コルブッチをエクスプロイテーション映画の監督と決めつけていた。しかし、現在では、コルブッチはカルト的な評価を得ている。

## 主な監督作品
- 逆襲!大平原（Romolo e Remo, アメリカ公開題：Duel of the Titans, 1961年） - スティーヴ・リーヴス、ヴィルナ・リージ主演。史劇。
- 史上最大の喜劇 地上最笑の作戦（Il Giorno più corto, アメリカ公開題：The Shortest Day, 1962年） - フランコ・フランキ主演。ジャン＝ポール・ベルモンドも出演。コメディ。
- 闘将スパルタカス（Il Figlio di Spartacus, アメリカ公開題：The Slave, 1963年） 史劇。
- ミネソタ無頼（Minnesota Clay, 1964年） - キャメロン・ミッチェル主演。マカロニ・ウェスタン。
- さすらいのガンマン（Navajo Joe, 1966年） マカロニ・ウェスタン。
- リンゴ・キッド（Johnny Oro, 1966年） - マーク・ダモン主演。マカロニ・ウェスタン。en:Johnny Oro参照。
- 続・荒野の用心棒（1966年） マカロニ・ウェスタン。
- 太陽の暗殺者（Bersaglio mobile, アメリカ公開題：Death on the Run, 1967年） - タイ・ハーディン、マイケル・レニー主演。犯罪アクション。
- 黄金の棺（I crudeli, 1967年） マカロニ・ウェスタン
- 豹/ジャガー（Il Mercenario, 1968年） - フランコ・ネロ、トニー・ムサンテ、ジャック・パランス主演。マカロニ・ウェスタン。
- 殺しが静かにやって来る（Il Grande silenzio, アメリカ公開題：The Great Silence, 1969年）マカロニ・ウェスタン。
- スペシャリスト（Gli Specialisti, アメリカ公開題：Specialists, 1969年） - ジョニー・アリディ、ガストーネ・モスキン主演。マカロニ・ウェスタン。
- ガンマン大連合（Vamos a matar, compañeros, アメリカ公開題：Companeros, 1970年）マカロニ・ウェスタン。
- J&S/さすらいの逃亡者（La Banda J.S.: Cronaca criminale del Far West, 1972年） - トーマス・ミリアン、テリー・サバラス、スーザン・ジョージ主演。マカロニ・ウェスタン。
- 進撃0号作戦（Che c'entriamo noi con la rivoluzione?, アメリカ公開題：What Am I Doing in the Middle of the Revolution, 1973年） - ヴィットリオ・ガスマン主演。マカロニ・ウェスタン。en:What Am I Doing in the Middle of the Revolution?参照。
- ザ・サムライ 荒野の珍道中（Il Bianco, il giallo, il nero, 1975年） - ジュリアーノ・ジェンマ、トーマス・ミリアン、イーライ・ウォラック主演。マカロニ・ウェスタン。
- Di che segno sei?（1975年） - コメディ。en:Di che segno sei?参照。
- ブラッフ（Bluff storia di truffe e di imbroglioni, アメリカ公開題：The Con Artists, 1976年） - アンソニー・クイン、キャプシーヌ、コリンヌ・クレリー主演。コメディ。
- Il Signor Robinson, mostruosa storia d'amore e d'avventure（1975年） - コメディ。
- 奇数と偶数 一発勝負（笑激のギャンブルマン）（Pari e dispari, アメリカ公開題：Trinity: Gambling for High Stakes, 1978年） - テレンス・ヒル、バッド・スペンサー主演。コメディ。
- レッドオメガ追撃作戦（Poliziotto superpiù, アメリカ公開題：Super Fuzz, 1980年） - テレンス・ヒル、アーネスト・ボーグナイン主演。SFコメディ。en:Super Fuzz (film)参照。
- Non ti conosco più amore日本未公開。- ドナティラ・ダミアーニなどが出演。（1980年)
- 笑激のボンゴボンゴ島!!（Chi trova un amico, trova un tesoro, アメリカ公開題：A Friend Is a Treasure, 1981年） - テレンス・ヒル、バッド・スペンサー主演。コメディ。
- アモーレ・アヴァンチュール 水着もモラルも脱ぎ捨てて（Roba da ricchi, 1987年） - ラウラ・アントネッリ主演。コメディ。
- ハイレッグ・アバンチュール セクシーギャル灼熱の情事（Rimini Rimini, 1987年） - ラウラ・アントネッリ主演。コメディ。